# Campeonato Panamericano de Béisbol Sub-12 de 2018
El Campeonato Panamericano de Béisbol Sub-12 de 2018 con categoría Infantil AA, se disputó en Aguascalientes, México del 25 de agosto al 2 de septiembre de 2018. El oro se lo llevó Estados Unidos por primera vez. El torneo otorgó cuatro cupos a la Copa Mundial de Béisbol Sub-12 Taiwán 2019.

## Equipos participantes
- Aruba
- Argentina
- Brasil
- Colombia
- Cuba
- Estados Unidos
- Honduras
- México
- Nicaragua
- Panamá
- República Dominicana
- Venezuela

## Ronda de Apertura
Disputada del 25 al 29 de agosto.

### Grupo A
| Pos | Equipo               | JG | JP | PCT   | JV |
| --- | -------------------- | -- | -- | ----- | -- |
| 1   | México               | 5  | 0  | 1,000 | -  |
| 2   | Venezuela            | 4  | 1  | 0,800 | 1  |
| 3   | Nicaragua            | 3  | 2  | 0,600 | 2  |
| 4   | Aruba                | 2  | 3  | 0,400 | 3  |
| 5   | República Dominicana | 1  | 4  | 0,200 | 4  |
| 6   | Argentina            | 0  | 5  | 0,000 | 5  |

|  |                             |
|  | Clasificados a Super Ronda. |

### Grupo B
| Pos | Equipo         | JG | JP | PCT   | JV |
| --- | -------------- | -- | -- | ----- | -- |
| 1   | Estados Unidos | 5  | 0  | 1,000 | -  |
| 2   | Cuba           | 4  | 1  | 0,800 | 1  |
| 3   | Panamá         | 3  | 2  | 0,600 | 2  |
| 4   | Colombia       | 2  | 3  | 0,400 | 3  |
| 5   | Brasil         | 1  | 4  | 0,200 | 4  |
| 6   | Honduras       | 0  | 5  | 0,000 | 5  |

|  |                             |
|  | Clasificados a Super Ronda. |

## Super Ronda
Disputado del 30 de agosto al 1 de septiembre.
| Pos | Equipo         | JG | JP | PCT   | JV |
| --- | -------------- | -- | -- | ----- | -- |
| 1   | Estados Unidos | 5  | 0  | 1,000 | -  |
| 2   | México         | 4  | 1  | 0,800 | 1  |
| 3   | Cuba           | 2  | 3  | 0,600 | 3  |
| 4   | Venezuela      | 2  | 3  | ,0600 | 3  |
| 5   | Nicaragua      | 1  | 4  | 0,200 | 4  |
| 6   | Panamá         | 1  | 4  | 0,200 | 4  |

|  |                                                   |
|  | Juegan por el oro, clasifica al Mundial Sub-12    |
|  | Juegan por el bronce, clasifica al Mundial Sub-12 |
|  | Eliminados.                                       |

## Ronda final
Disputado el 2 de septiembre.
| Juego             | Ganador        | Resultado | Perdedor  |
| ----------------- | -------------- | --------- | --------- |
| Medalla de Bronce | Cuba           | 12-5      | Venezuela |
| Medalla de Oro    | Estados Unidos | 10-2      | México    |

## Resultados
| Posición | Selección            |
| -------- | -------------------- |
|          | Estados Unidos       |
|          | México               |
|          | Cuba                 |
| 4°       | Venezuela            |
| 5°       | Panamá               |
| 6°       | Nicaragua            |
| 7°       | Colombia             |
| 8°       | Brasil               |
| 9°       | Aruba                |
| 10°      | República Dominicana |
| 11°      | Argentina            |
| 12°      | Honduras             |